# Jitka Landová
Jitka Landová (* 20. Juli 1990 in Jablonec nad Nisou) ist eine ehemalige tschechische Biathletin.
Jitka Landová nahm im heimatlichen Nové Město na Moravě an ihren ersten Rennen im IBU-Cup teil und wurde 48. des Sprints und 43. des Verfolgungsrennens. In Torsby nahm sie 2010 an den Junioren-Weltmeisterschaften teil, bei denen sie im Einzel 53. wurde, 32. im Sprint, 36. in der Verfolgung und Achte im Staffelrennen. Es folgte die Teilnahme an den Biathlon-Europameisterschaften 2010 in Otepää, wo Landová zunächst bei den Wettbewerben der Juniorinnen startete. Im Einzel belegte sie den 21. Platz, wurde 25. im Sprint und 23. in der Verfolgung. Für das Staffelrennen wurde die Tschechin an die Seite von Barbora Tomešová, Miroslava Špácová und Lenka Šlechtová zu den Frauen berufen, wo sie als Schlussläuferin zum Einsatz kam und ihre Staffel auf den zehnten Platz führte. Das zweite Großereignis bei den Frauen wurden die Sommerbiathlon-Weltmeisterschaften 2010 in Duszniki-Zdrój. Landová wurde in der Mixed-Staffel mit Lea Johanidesová, Tomáš Holubec und Tomáš Krupčík eingesetzt und kam auf den elften Platz. Erster Höhepunkt 2011 wurden die Juniorenweltmeisterschaften in Nové Město, bei denen die Tschechin 30. des Einzels, 20. des Sprints, 24. der Verfolgung und Staffel-Neunte wurde. Es folgten die Juniorenrennen der Biathlon-Europameisterschaften 2011 in Ridnaun, wo sie 25. des Einzels, 23. des Sprints, 16. der Verfolgung und mit Tereza Bílá, Vlastimil Vávra und Michal Krčmář Achte mit der Mixed-Staffel wurde. Dritte internationale Meisterschaft des Jahres wurden für Landová die Juniorinnenrennen der Sommerbiathlon-Weltmeisterschaften 2011 in Nové Město. Sie wurde Elfte des Sprints und 13. der Verfolgung.
Gegen Ende der Saison 2011/12 bestritt Landová am Holmenkollen in Oslo ihr erstes Rennen im Biathlon-Weltcup und wurde 71. eines Sprints. Wenig später nahm sie in Ruhpolding erstmals an Weltmeisterschaften teil. Im Einzel wurde sie 82., im Sprint 73. und mit Veronika Vítková, Barbora Tomešová und Veronika Zvařičová Zehnte mit der tschechischen Staffel, in der sie als Schlussläuferin zum Einsatz kam. Im Spätsommer des Jahres folgten in Ufa erneut die Sommerbiathlon-Weltmeisterschaften, bei denen Landová Zehnte des Sprints und Neunte in der Verfolgung wurde. Ihren bis dahin größten Erfolg erreichte sie an der Seite von Lea Johanidesová, Tomáš Krupčík und Ondřej Exler, als sie mit der Mixed-Staffel hinter Russland und der Ukraine die Bronzemedaille gewann. Seit der Biathlon-Weltcup 2012/2013 nimmt Landová regelmäßig an den Rennen im Weltcup teil. Langsam aber stetig konnte sie ihre Resultate verbessern. Bei den Biathlon-Weltmeisterschaften 2013 in Nové Město belegte sie die Plätze 61 im Einzel, 47 im Sprint, 42 in der Verfolgung und mit Veronika Vítková, Gabriela Soukalová und Barbora Tomešová zehn im Staffelrennen. Die Ergebnisse in Sprint und Verfolgung waren ihre besten bis dahin auch im Weltcup. Gegen Ende der Saison gewann Landová in Sotschi als 37. des Sprints erstmals Weltcup-Punkte. Bei den Sommerbiathlon-Weltmeisterschaften 2013 in Forni Avoltri war sie die erfolgreichste weibliche Teilnehmerin. Im Mixed-Staffelrennen verpasste sie an der Seite von Lea Johanidesová, David Tolar und Jan Burian als Viertplatzierte zunächst noch eine Medaille. Im Sprint musste sie sich nur noch der Lokalmatadorin Dorothea Wierer geschlagen geben. Das Verfolgungsrennen gewann sie und wurde damit Weltmeisterin, profitierte dabei aber von einem Startverzicht Wierers.
Auf der Galaveranstaltung des tschechischen Biathlonverbandes im Mai 2017 erklärte Landová ihren Rücktritt vom aktiven Leistungssport. Nach ihrem Sportstudium an der Universität in Brünn möchte sie dem Biathlonsport erhalten bleiben und als Trainerin ihre Erfahrungen an den Nachwuchs weitergeben.

## Biathlon-Weltcup-Platzierungen
Die Tabelle zeigt alle Platzierungen (je nach Austragungsjahr einschließlich Olympische Spiele und Weltmeisterschaften).
- 1.–3. Platz: Anzahl der Podiumsplatzierungen
- Top 10: Anzahl der Platzierungen unter den ersten zehn (einschließlich Podium)
- Punkteränge: Anzahl der Platzierungen innerhalb der Punkteränge (einschließlich Podium und Top 10)
- Starts: Anzahl gelaufener Rennen in der jeweiligen Disziplin
- Staffel: inklusive Mixed- und Single-Mixed-Staffeln

| Platzierung         | Einzel | Sprint | Verfolgung | Massenstart | Staffel | Gesamt |
| ------------------- | ------ | ------ | ---------- | ----------- | ------- | ------ |
| 1. Platz            |        |        |            |             | 3       | 3      |
| 2. Platz            |        |        |            |             | 1       | 1      |
| 3. Platz            |        |        |            |             | 1       | 1      |
| Top 10              |        | 1      |            |             | 12      | 13     |
| Punkteränge         | 2      | 8      | 5          | 1           | 14      | 30     |
| Starts              | 9      | 30     | 13         | 1           | 14      | 67     |
| Stand: Karriereende |        |        |            |             |         |        |